# ريكاردو أراوغو
ريكاردو أراوغو (بالإسبانية: Ricardo Araujo)‏ هو عازف بيانو وملحن كولومبي، ولد في 20 يوليو 1978 في بوغوتا في كولومبيا.

## وصلات خارجية
- الموقع الرسمي